# Остров Нюкомба
Остров Ню́комба (Нью́кома) — остров архипелага Земля Франца-Иосифа. Наивысшая точка острова — 67 метров. Административно относится к Приморскому району Архангельской области России.

## Расположение
Расположен в центральной части архипелага, на расстоянии 6 километров к западу от острова Галля, в 15 километрах к северу от острова Мак-Клинтока и в 12 километрах к югу от острова Чамп.

## Описание
В отличие от большинства скалистых островов Земли Франца-Иосифа высота острова Нюкомба не превышает 67 метров. Он практически полностью свободен ото льда. В северной части расположены две скалы-останца высотой 41 и 20 метров, остальная территория острова покрыта песками и галечниками. Остров Нюкомба имеет овальную форму длиной 4,5 и шириной 2,5 километра.
Остров получил своё название в честь Раймонда Ли Ньюкомба (Newcomb) (1849—1918), участника экспедиции Де-Лонга. Он был открыт в 1899 году Уолтером Уэллманом, который принял его за группу островов и дал название. Позднее в 1904 году Энтони Фиала доказал, что это единый остров и назвал его «Северный остров». Но на картах впоследствии закрепилось название, данное У. Уэллманом.